# Louis Eugène Marie Bautain
Louis Eugene Maria Bautain (ur. 17 lutego 1796, zm. 15 października 1867) – francuski teolog i filozof. Główny przedstawiciel fideizmu.

## Życiorys
Od 1816 był profesorem filozofii w Strasburgu. W 1822 przystąpił do Kościoła katolickiego i sześć lat później został już księdzem. Jako duchowny był najpierw przełożonym niższego seminarium duchownego w Strasburgu. W 1841 założył w diecezji paryskiej zgromadzenie księży. W latach 1850–1857 był wikariuszem generalnym dla diecezji paryskiej, a w latach 1853–1862 profesorem teologii moralnej na Sorbonie.
W 1835 napisał O filozofii chrześcijańskiej wykładając w ten sposób teorie fideistyczne. Dzieło spotkało się z ostrą krytyką i ostrzeżeniem dla autora ze strony Stolicy Apostolskiej. Bautain wyparł się swoich teorii składając dwukrotnie w tej sprawie stosowne oświadczenie (1835, 1840), a w 1844 podpisał przyrzeczenie, że już nigdy nie będzie nauczał fideizmu.